# 芬恩·維特羅克
彼得·「芬恩」·維特羅克（英語：Peter "Finn" Wittrock，1984年10月28日—）是一名美國男演員。2012年在百老匯戲劇《推銷員之死》飾演Harold獲得好評。他在美國肥皂劇《我的孩子們》飾演Damon Miller。2013年他出演電視劇《性愛大師》和HBO電影《平常心》，2014年出演電視劇《美國恐怖故事：畸形秀》並首獲黃金時段艾美獎提名，2015年出演電視劇《美國恐怖故事：旅館》被電影《大賣空》，2016年出演電視劇《美國恐怖故事：羅亞諾克》和電影《樂來越愛你》，2018年出演電視劇《凡賽斯遇刺案：美國犯罪故事》並二度獲得艾美獎提名，2020年出演Netflix劇集《拉契特：黯衣天使》，2023年出演電影《美國不平等的根源》。

## 外部連結
- 芬恩·維特羅克在互联网电影资料库（IMDb）上的資料（英文）